# Hans Ummen

Hans Ummen

Hans Erich Ummen (* 2. Juni 1894 in Höxter; † 28. Januar 1982 ebenda) war ein deutscher Politiker (NSDAP).

## Leben und Wirken
Ummen wurde 1894 als Sohn eines Buchhändlers geboren. Nach dem Besuch einer Privatschule und eines humanistischen Gymnasiums (bis zur Obersekundareife) wurde er in Bremen zum Buchhändler ausgebildet. Von 1914 bis 1918 nahm er als Kriegsfreiwilliger (Nachrichtenoffizier) mit dem Reserve-Feldartillerie-Regiment Nr. 51 am Ersten Weltkrieg teil, in dem er mit dem Eisernen Kreuz I. Klasse (1918) und dem Verwundetenabzeichen ausgezeichnet wurde. 
Nach dem Krieg arbeitete Ummen bis 1922 im Geschäft seines Vaters in Höxter. Von 1922 bis 1928 war er in der Aluminiumindustrie in Werdohl tätig, bevor er sich ab 1928 auf demselben Gebiet in seiner Heimat betätigte. 1927 trat Ummen in die NSDAP ein. Im paramilitärischen Arm der NS-Bewegung, der SA, führte Ummen von 1927 bis 1928 die SA-Standarte III Lenne-Bolme. 1929 wurde Ummen Stadtverordneter der NSDAP in Höxter. 
Nach der nationalsozialistischen Machtübernahme im Frühjahr 1933 wurde Ummen Kreistagsabgeordneter und Kreisdeputierter. In der zuletzt genannten Eigenschaft oblag ihm vom Juni bis September 1933 die Verwaltung des Landratsamtes in Höxter. Ebenfalls 1933 wurde Ummen Mitglied des Preußischen Landtages sowie des Berliner Reichstags, dem er von November 1933 bis zum Ende der NS-Herrschaft im Frühjahr 1945 als Abgeordneter für den Wahlkreis 17 (Westfalen Nord) angehörte.
In der Zeit vom 20. September 1933 bis zum April 1934 fungierte Ummen ferner als stellvertretender Landrat in Halle in Westfalen. Hinzu kam das Amt des USCHLA-Vorsitzenden (Untersuchungs- und Schlichtungsausschuss) in seinem Heimatgau, was er bis Kriegsende blieb. Zudem war er ehrenamtlicher Richter am Volksgerichtshof. Am 9. November 1938 wurde er zum SA-Oberführer ernannt. Nach Kriegsende war er vom 25. April 1945 bis zum 14. Januar 1948 im Lager Staumühle interniert. Während dieser Internierung wurde er von einem Spruchgericht zu zwei Jahren Haft verurteilt, welche mit der Internierungshaft abgegolten war. Am 6. Juli 1948 wurde er im Zuge der Entnazifizierung als Minderbelasteter eingestuft, am 13. April 1950 jedoch als Mitläufer kategorisiert. Ab 1948 arbeitete er als Waldarbeiter, später war er als Buchhändler in seiner Heimatstadt tätig, wo er 1982 starb.